# Silva (Familienname)
Silva oder da Silva ist ein ursprünglich ortsbezogen entstandener spanischer und portugiesischer Familienname, abgeleitet von lat. silva für Wald.

## Namensträger

### A
- Abel Pires da Silva (* 1976), osttimoresischer Politiker
- Acácio da Silva (* 1961), portugiesischer Radrennfahrer
- Adaílton dos Santos da Silva (* 1990), brasilianischer Fußballspieler
- Adalberto Paulo da Silva (1929–2025), brasilianischer Geistlicher, Weihbischof in Fortaleza
- Adalto Batista da Silva (* 1978), brasilianischer Fußballspieler
- Adão da Silva (* 1957), portugiesischer Fußballspieler
- Adenízia Silva (* 1986), brasilianische Volleyballspielerin
- Adhemar da Silva (Adhemar Ferreira da Silva; 1927–2001), brasilianischer Dreispringer
- Adrian de Silva (1966–2023), Pionier der Transgender Studies
- Adriana Aparecida da Silva (* 1981), brasilianische Marathonläuferin
- Adriana Leal da Silva (* 1996), brasilianische Fußballspielerin, siehe Adriana (Fußballspielerin)
- Adriano da Silva (Segler) (* 1933), portugiesischer Segler
- Adriano Gerlin da Silva (* 1974), brasilianischer Fußballspieler
- Adriano José da Silva (* 1974), brasilianischer Fußballspieler
- Adriano Pereira da Silva (* 1982), brasilianischer Fußballspieler
- Adriel Tadeu Ferreira da Silva (* 1997), brasilianischer Fußballspieler, siehe Adriel
- Adrien Silva (* 1989), portugiesischer Fußballspieler
- Adson Alves da Silva (* 1982), brasilianischer Fußballspieler
- Affonso Guimarães da Silva (1914–1997), brasilianischer Fußballspieler, siehe Afonsinho
- Agostinho da Silva (1906–1994), portugiesischer Philosoph
- Agostinho da Silva (Fußballspieler) (* 1997), osttimoresischer Fußballspieler
- Ailton Cesar Junior Alves da Silva (1994–2016), brasilianischer Fußballspieler
- Ailton Ferreira Silva (* 1995), brasilianischer Fußballspieler, siehe Ailton (Fußballspieler, 1995)
- Aílton Gonçalves da Silva (* 1973), brasilianischer Fußballspieler, siehe Aílton
- Aílton dos Santos Silva (* 1966), brasilianischer Fußballtrainer
- Aírton Ferreira da Silva (1934–2012), brasilianischer Fußballspieler
- Akermann Silva (* 1995), venezolanisch-chilenischer Fußballspieler
- Alan Silva (* 1939), US-amerikanischer Jazz-Bassist
- Alan Osório da Costa Silva (* 1979), brasilianischer Fußballspieler, siehe Alan (Fußballspieler, 1979)
- Alan Santos da Silva (* 1991), brasilianischer Fußballspieler
- Alan da Silva Souza (* 1987), brasilianischer Fußballspieler
- Alan Wendell Silva (* 1978), brasilianischer Langstreckenläufer
- Alberto da Silva Cruz (* 1966), osttimoresischer Politiker
- Alberto da Costa e Silva (1931–2023), brasilianischer Diplomat und Schriftsteller
- Alberto Ricardo da Silva (1943–2015), osttimoresischer Geistlicher, Bischof von Dili
- Albino da Silva, osttimoresischer Unabhängigkeitsaktivist
- Alcino Gomes da Silva (* 1990), Kanute aus São Tomé und Príncipe
- Alejandro Silva (Boxer) (* 1957), puerto-ricanischer Boxer
- Alejandro Silva (Leichtathlet) (* 1958), chilenischer Leichtathlet
- Alejandro Silva (Musiker), chilenischer Musiker
- Alejandro da Silva (Fußballspieler) (* 1983), paraguayischer Fußballspieler
- Alejandro Silva (Fußballspieler) (* 1989), uruguayischer Fußballspieler
- Alejandro Silva Vilches (1947–2018), chilenischer Fußballspieler
- Alessandra Silva (* 1991), brasilianische Hürdenläuferin
- Alessandro da Silva (* 1970), brasilianischer Fußballspieler
- Alex Da Silva (* 1968), brasilianischer Tänzer und Choreograf
- Alex Silva (Fußballspieler, 1985) (Alex Sandro da Silva; * 1985), brasilianischer Fußballspieler, in Deutschland beim Hamburger SV aktiv
- Alex Silva (Fußballspieler, 1990) (Alex Maximiliano Silva Garrel; * 1990), uruguayischer Fußballspieler
- Alex Silva (Fußballspieler, 1993) (Alex Silva Quiroga; * 1993), uruguayischer Fußballspieler
- Alex Silva (Fußballspieler, 1994), (Alex da Silva; * 1994), brasilianischer Fußballspieler
- Alex Silva (Musikproduzent), britischer Musikproduzent
- Aléx Bruno de Souza Silva (* 1993), brasilianischer Fußballspieler
- Alex Henrique da Silva (* 1982), armenischer Fußballspieler
- Alex Rafael da Silva Antônio (* 1988), brasilianischer Fußballspieler
- Alexandra Silva (* 1984), portugiesische Informatikerin und Mathematikerin
- Alexandre da Silva (* 1964), brasilianischer Fußballspieler, siehe Guga (Fußballspieler, 1964)
- Alexandre da Silva (* 1974), brasilianischer Fußballspieler, siehe Chiquinho (Fußballspieler, 1974)
- Alexandre da Silva Mariano (Amaral; * 1973), brasilianischer Fußballspieler
- Alexandro da Silva Batista (* 1986), brasilianischer Fußballspieler
- Alexandre Silva Cleyton (* 1983), brasilianischer Fußballspieler
- Alfonso Silva (1926–2007), spanischer Fußballspieler
- Alfonso de Silva (1902–1937), peruanischer Komponist
- Alfonso Espino y Silva (1904–1976), mexikanischer Geistlicher, Erzbischof von Monterrey
- Alfredo da Silva (Unternehmer) (1871–1942), portugiesischer Unternehmer, Sportfunktionär und Politiker
- Alfredo da Silva (Maler) (1935–2020), US-amerikanisch-bolivianischer Maler, Grafiker und Fotograf
- Alfredo Silva (Leichtathlet), chilenischer Zehnkämpfer
- Alfredo Silva (Fußballfunktionär) (* 1959/1960), uruguayischer Fußballfunktionär
- Alfredo da Silva (Politiker), osttimoresischer Politiker
- Alfredo Silva Santiago (1894–1975), chilenischer Geistlicher, Erzbischof von Concepción
- Alina de Silva (1898–1972), peruanische Sängerin und Schauspielerin
- Álvaro Silva (Fechter) (* 1920), portugiesischer Fechter
- Álvaro Silva (Leichtathlet) (1965–2025), portugiesischer Leichtathlet
- Álvaro Silva (Fußballspieler) (* 1984), philippinischer Fußballspieler
- Allwyn D’Silva (* 1948), indischer Geistlicher, Weihbischof in Bombay
- Altobeli da Silva (* 1990), brasilianischer Leichtathlet
- Amadeo Silva-Tarouca (1898–1971), österreichischer Philosoph
- Amadeu da Silva Meneses († 1482), portugiesischer Mönch, Ordensreformator und Mystiker
- Amancio D’Silva (1936–1996), indischer Jazzmusiker und Komponist
- Amandio Malta da Silva (* 1943), portugiesischer Fußballspieler
- Amasha de Silva (* 1999), sri-lankische Leichtathletin
- Amauri da Silva (1942–2020), brasilianischer Fußballspieler
- Americo Ferreira dos Santos Silva (1830–1899), portugiesischer Kardinal
- Amilton Manoel da Silva (* 1963), brasilianischer Ordensgeistlicher, Bischof von Guarapuava
- Amilton Minervino da Silva (* 1989), brasilianischer Fußballspieler
- Ana Alice Luciano da Silva (* 1989), brasilianische Fußballspielerin
- Ana Cannas da Silva (* 1968), portugiesische Mathematikerin
- Ana Carolina da Silva (* 1991), brasilianische Volleyballspielerin
- Ana Caroline Silva (* 1999), brasilianische Kugelstoßerin
- Ana Cláudia Silva (* 1988), brasilianische Sprinterin
- Ana Cristina Silva (* 1964), portugiesische Hochschullehrerin und Schriftstellerin
- Anderson Silva (Kampfsportler) (* 1975), brasilianischer Mixed-Martial-Arts-Kämpfer
- Anderson Silva (Fußballspieler, 1982) (Anderson Silva de França; * 1982), brasilianischer Fußballspieler
- Anderson Silva (Fußballspieler, 1997) (Anderson Oliveira Silva; * 1997), brasilianischer Fußballspieler
- Anderson Ferreira da Silva (* 1995), brasilianischer Fußballspieler, siehe Pará (Fußballspieler, 1995)
- Anderson Alves da Silva (* 1983), brasilianischer Fußballspieler
- Ânderson Miguel da Silva (* 1983), brasilianischer Fußballspieler, siehe Nenê (Fußballspieler, 1983)
- André Silva (Tänzer), brasilianischer Tänzer
- André da Silva (* 1972), brasilianischer Leichtathlet
- André Silva (Rugbyspieler) (* 1975), französisch-portugiesischer Rugbyspieler
- André Silva (Fußballspieler, 1980) (* 1980), brasilianischer Fußballspieler
- André Silva (Handballspieler) (* 1984), brasilianischer Handballspieler
- André Silva (Tischtennisspieler) (* 1989), portugiesischer Tischtennisspieler
- André Silva (Fußballspieler, 1995) (* 1995), portugiesischer Fußballspieler
- André Silva (Beachhandballspieler) (* 2000), portugiesischer Beachhandballspieler
- André Silva (Fußballspieler, 2000) (2000–2025), portugiesischer Fußballspieler
- André Luiz Silva (* 1980), brasilianischer Fußballspieler, siehe André Luiz (Fußballspieler, 1980)
- André Luiz de Souza Silva (* 1974), brasilianischer Fußballspieler
- André Luciano da Silva (* 1981), brasilianischer Fußballspieler, siehe Pinga (Fußballspieler, 1981)
- André Ramalho Silva (* 1992), brasilianischer Fußballspieler, siehe André Ramalho
- André Roberto Soares da Silva (* 1981), brasilianischer Fußballspieler, siehe Beto (Fußballspieler, 1981)
- André Vital Félix da Silva (* 1965), brasilianischer Ordensgeistlicher, Bischof von Limoeiro do Norte

- Andrés Silva (Leichtathlet) (Andrés Bayron Silva Lemos; * 1986), uruguayischer Leichtathlet
- Andrés Silva (Fußballspieler) (Andrés Silva Cáceres; * 1989), uruguayischer Fußballspieler
- Andres Silva (Footballspieler), schweizerischer American-Football-Spieler
- Ángel Silva (1942–2003), argentinischer Fußballspieler
- Aníbal Cavaco Silva (* 1939), portugiesischer Politiker
- Anselmo Tadeu Silva do Nascimento (Anselmo; * 1980), brasilianischer Fußballspieler
- Anthony da Silva (* 1980), französischer Fußballspieler
- Anton Silva (* 1964), sri-lankischer Fußballspieler
- António Silva (Fußballspieler) (* 2003), portugiesischer Fußballspieler
- Antônio Silva (Fußballspieler, 1952) (* 1952), brasilianischer Fußballspieler und Fußballtrainer
- Antônio da Silva (* 1978), brasilianischer Fußballspieler
- António Silva (Fußballspieler) (* 2003), portugiesischer Fußballspieler
- Antonio da Silva (Regisseur), portugiesischer Regisseur
- Antônio Benedito da Silva (* 1965), brasilianischer Fußballspieler
- Antonio Carlos Souza da Silva Junior (* 1994), brasilianischer Fußballspieler
- António Carvalho de Silva Porto (1850–1893), portugiesischer Maler
- António Dinis da Cruz e Silva (1731–1799), portugiesischer Lyriker und Richter
- António José da Silva (1705–1739), portugiesischer Komödiendichter marranischer Herkunft
- António José da Silva Garrido (1932–2014), portugiesischer Fußballschiedsrichter
- Antônio José Maria de Souza e Silva (* 1950), brasilianischer Diplomat
- Antônio Lino da Silva Dinis (1943–2013), portugiesischer Geistlicher, Bischof von Itumbiara
- António Maria da Silva (1872–1950), portugiesischer Politiker
- António Maria da Silva (1886–1971), portugiesischer Schauspieler, siehe António Silva
- Antônio Ozaí da Silva (* 1962), brasilianischer Politikwissenschaftler
- António Rodrigo Pinto da Silva (1912–1992), portugiesischer Botaniker und Pflanzensoziologe
- António Soares da Silva (1962–2024), osttimoresischer Freiheitskämpfer und Offizier
- Antonio Ildefonso dos Santos Silva (1893–1958), portugiesischer Ordensgeistlicher, Bischof von Silva
- António de Morais Silva (1755–1824), brasilianischer Romanist, Lusitanist, Grammatiker und Lexikograf
- Antony Silva (* 1984), paraguayischer Fußballspieler
- Arcanjo da Silva, osttimoresischer Politiker und Wirtschaftsexperte
- Argemiro Pinheiro da Silva (1915–1975), brasilianischer Fußballspieler
- Armando da Silva Carvalho (1938–2017), portugiesischer Schriftsteller
- Armando Corrêa da Silva (1931–2000), brasilianischer Geograph
- Armando José Dourado da Silva (1967–2020), osttimoresischer Politiker
- Armindo da Conceição Silva (1945–2018), osttimoresischer Politiker
- Arnaldo Silva (* 1944), portugiesischer Fußballspieler
- Arnaldo da Silva (* 1964), brasilianischer Leichtathlet
- Arnaldo Edi Lopes da Silva (* 1982), portugiesischer Fußballspieler
- Aron da Silva (* 1983), brasilianischer Fußballspieler
- Arsénio Pereira da Silva (* 1973), osttimoresischer Politiker
- Artur da Costa e Silva (1899–1969), brasilianischer Politiker, Präsident 1967 bis 1969
- Atenógenes Silva y Álvarez Tostado (1848–1911), mexikanischer Geistlicher, Erzbischof von Michoacán
- Augusto Silva (Fußballspieler) (1902–1962), portugiesischer Fußballspieler
- Augusto Silva (Leichtathlet), portugiesischer Leichtathlet
- Augusto Álvaro da Silva (1876–1968), brasilianischer Geistlicher, Erzbischof von São Salvador da Bahia
- Augusto César Alves Ferreira da Silva (* 1932), portugiesischer Ordensgeistlicher, Bischof von Portalegre-Castelo Branco
- Augusto Epifânio da Silva Dias (1841–1916), portugiesischer Altphilologe, Romanist und Grammatiker
- Augusto Santos Silva (* 1956), portugiesischer Hochschullehrer und Politiker (PS)
- Aurelio Silva (1866–1923), chilenischer Violinist und Musikpädagoge
- Avelino Coelho da Silva (* 1963), osttimoresischer Politiker
- Axel Silva, nicaraguanischer Fußballspieler
- Ayrton Senna da Silva (1960–1994), brasilianischer Automobilrennfahrer, siehe Ayrton Senna

### B
- Baltasar Lopes da Silva (1907–1989), kap-verdischer Poet und Autor
- Baltasar Silva (* 1984), uruguayischer Fußballspieler
- Bartolomeu Bueno da Silva (1672–1740), brasilianischer Bandeirante
- Beatriz Vaz e Silva (* 1985), brasilianische Fußballspielerin
- Belchior Joaquim da Silva Neto CM (1918–2000), Bischof von Luz
- Belmiro Silva (* 1954), portugiesischer Radrennfahrer
- Benedito de Assis da Silva († 2014), brasilianischer Fußballspieler und -trainer
- Bernadeen L. Silva (1929–2007), sri-lankische römisch-katholische Soziologin
- Bernardo Fernandes da Silva (* 1965), brasilianischer Fußballspieler, siehe Bernardo (Fußballspieler, 1965)
- Bernardo Fernandes da Silva Junior (* 1995), brasilianischer Fußballspieler, siehe Bernardo (Fußballspieler, 1995)
- Bernardo Silva (* 1994), portugiesischer Fußballspieler
- Bezerra da Silva (1927–2005), brasilianischer Liedermacher
- Beto da Silva (* 1996), peruanischer Fußballspieler
- Bisi Silva (1962–2019), nigerianische Kunstexpertin und Kuratorin für zeitgenössische Kunst
- Bonifácio Júlio da Silva (* 1983), guinea-bissauischer Fußballschiedsrichter
- Brenner Souza da Silva (* 2000), brasilianischer Fußballspieler, siehe Brenner (Fußballspieler, 2000)
- Brígida Susana Esteves da Silva (* 1961), osttimoresische Beamtin und Leiterin der Zoll-Generaldirektion
- Bruno Viana Willemen da Silva (* 1995), brasilianischer Fußballspieler, siehe Bruno Viana
- Bruno Silva (* 1980), uruguayischer Fußballspieler
- Bruno Silva (Fußballspieler, 1986) (* 1986), brasilianischer Fußballspieler
- Bruno Felipe Souza da Silva (* 1994), brasilianischer Fußballspieler
- Bryan Silva Garcia (* 1992), brasilianischer Fußballspieler

### C
- Caiuby Francisco da Silva (* 1988), brasilianischer Fußballspieler, siehe Caiuby
- Calane da Silva (1945–2021), mosambikanischer Lusitanist, Schriftsteller, Lyriker, Journalist und Hochschullehrer
- Cândida Silva, angolanische Politikerin
- Carlos da Silva (Regisseur) (1934–2008), portugiesischer Filmregisseur, Drehbuchautor und Schauspieler
- Carlos Silva (Radiomoderator) († 2014), uruguayischer Radiomoderator
- Carlos Silva (Bischof) (* 1962), brasilianischer Ordensgeistlicher, Weihbischof in São Paulo
- Carlos Silva (Leichtathlet) (Carlos Alberto Silva; * 1974), portugiesischer Leichtathlet
- Carlos da Silva (Politiker) (* 1974), französischer Politiker
- Carlos da Silva (Fußballspieler) (* 1984), portugiesischer Fußballspieler
- Carlos Silva da Silva (auch Carlos da Silva), Produktionsdesigner und Schauspieler
- Carlos Alberto Silva (1939–2017), brasilianischer Fußballtrainer
- Carlos Coelho da Silva (* 1964), portugiesischer Regisseur
- Carlos Gilberto Nascimento Silva (* 1987), brasilianischer Fußballspieler, siehe Gil (Fußballspieler)
- Carlos Henrique Silva Oliveira (* 1972), brasilianischer Geistlicher, Bischof von Tocantinópolis
- Carlos Luciano da Silva (* 1975), brasilianischer Fußballspieler, siehe Mineiro (Fußballspieler, 1975)
- Carlos Manuel Oliveiros da Silva (* 1959), portugiesischer Fußballspieler
- Carlos Rômulo Gonçalves e Silva (* 1969), brasilianischer Geistlicher, Bischof von Montenegro
- Carole da Silva Costa (* 1990), portugiesische Fußballspielerin, siehe Carole Costa
- Célio Silva (* 1968), brasilianischer Fußballspieler
- Celso José Pinto da Silva (1933–2018), brasilianischer Geistlicher, Erzbischof von Teresina
- César Augusto da Silva Lemos (* 1945), brasilianischer Fußballspieler, siehe César Maluco
- Chandrika de Silva (* 1974), sri-lankische Badmintonspielerin
- Charles Fatima da Silva (* 1981), osttimoresischer Fußballspieler
- Chayenne da Silva (* 2000), brasilianische Hürdenläuferin
- Chico da Silva (1910–1985), brasilianischer Maler
- Chitta Ranjan de Silva († 2013), sri-lankischer Jurist
- Chombo Silva (1913–1995), kubanischer Geiger und Saxophonist
- Chris Silva (* 1996), gabunischer Basketballspieler
- Christina da Silva (1809–1881), niederländische Schauspielerin und Sängerin
- Cidimar Rodrigues da Silva (* 1984), brasilianischer Fußballspieler
- Ciro Henrique Alves Ferreira e Silva (* 1989), brasilianischer Fußballspieler
- Clarence Richard Silva (* 1949), portugiesisch-US-amerikanischer Geistlicher, Bischof von Honolulu
- Clarissa Corrêa da Silva (* 1990), deutsche Fernsehmoderatorin und Redakteurin
- Claudinei da Silva (* 1970), brasilianischer Leichtathlet
- Cláudio Silva (* 1966), osttimoresischer Feuerwehrmann
- Cláudio Bomfim de Castro e Silva (* 1979), brasilianischer Politiker, siehe Cláudio Castro
- Cláudio Valério da Silva (1955–2010), brasilianischer Politiker
- Clayson Henrique da Silva Vieira (* 1995), brasilianischer Fußballspieler, siehe Clayson Vieira
- Clayton da Silveira da Silva (* 1995), brasilianischer Fußballspieler
- Cleidimar Magalhães Silva (* 1982), brasilianischer Fußballspieler
- Cleiton Silva (* 1987), brasilianischer Fußballspieler
- Cleonésio Carlos da Silva (* 1976), brasilianischer Fußballspieler
- Cleyton Alexandre Silva (* 1983), griechisch-brasilianischer Fußballspieler
- Conrado Silva (1940–2014), uruguayisch-brasilianischer Komponist und Hochschullehrer
- Crislan Henrique da Silva de Sousa (* 1992), brasilianischer Fußballspieler
- Cristiano da Silva (* 1987), brasilianischer Fußballspieler
- Cristina Alves da Silva, osttimoresische Politikerin
- Crodonilson Silva (* 1971), guinea-bissauischer Fußballspieler

### D
- Dakson da Silva (* 1987), brasilianischer Fußballspieler
- Damien Da Silva (* 1988), französischer Fußballspieler
- Dan DaSilva (Daniel DaSilva; * 1985), kanadischer Eishockeyspieler
- Dananju Madhushan da Silva (* 1993), sri-lankischer Fußballspieler
- Daniel Silva (Autor) (* 1960), US-amerikanischer Journalist und Schriftsteller
- Daniel Silva (Politiker), belizischer Politiker
- Daniel Silva (Golfspieler) (* 1966), portugiesischer Golfspieler
- Daniel Silva (Leichtathlet) (* 1979), brasilianischer Leichtathlet
- Daniel da Silva (Mathematiker) (1814–1878), portugiesischer Mathematiker und Marineoffizier
- Daniel da Silva (* 1973), brasilianischer Fußballspieler
- Daniel Silva (Radsportler) (Daniel Eduardo Silva; * 1985), portugiesischer Radsportler
- Daniel De Silva (* 1997), australischer Fußballspieler
- Daniel Silva dos Santos (Daniel Tijolo; 1982–2019), brasilianischer Fußballspieler
- Daniel da Silva Soares (Dani; * 1982), portugiesischer Fußballspieler
- Daniel Cáceres Silva (* 1982), paraguayischer Fußballspieler
- Daniel Conceição Silva (* 1970), brasilianischer Fußballspieler
- Daniel Dutra da Silva (* 1988), brasilianischer Tennisspieler
- Daniel Lopes Silva (* 1983), brasilianischer Fußballspieler
- Daniel P. Silva (* 1943), US-amerikanischer Politiker
- Daniella Silva (* 1996), kanadisch-portugiesische Tennisspielerin
- Danielli Pereira da Silva (* 1987), brasilianische Fußballspielerin
- Danilo Silva (* 1986), brasilianischer Fußballspieler
- Danilo Barbosa da Silva (* 1996), brasilianischer Fußballspieler, siehe Danilo (Fußballspieler, 1996)
- Danilo Luiz da Silva (* 1991), brasilianischer Fußballspieler, siehe Danilo (Fußballspieler, 1991)
- Danny Silva (* 1973), portugiesischer Skilangläufer und Biathlet
- Danyelle Helena da Silva Lima (* 1992), brasilianische Fußballspielerin
- Darcey Silva (* 1974), US-amerikanische Fernsehpersönlichkeit und Modedesignerin, siehe Silva Twins
- Darío Silva (* 1972), uruguayischer Fußballspieler
- Darío Silva (Fußballspieler, 1992) (* 1992), uruguayischer Fußballspieler
- Davi Cortes da Silva (* 1963), brasilianischer Fußballspieler
- David Silva (* 1986), spanischer Fußballspieler
- David Mendes da Silva (* 1982), niederländischer Fußballspieler, siehe David Mendes (Fußballspieler)
- David Mendes da Silva (* 1986), kap-verdischer Fußballspieler, siehe David Silva (Fußballspieler, Oktober 1986)
- Deili Custodio da Silva (* 1980), brasilianischer Fußballspieler
- Deilson Da Silva (* 1983), brasilianischer Fußballspieler
- Deivid Willian da Silva (* 1989), brasilianischer Fußballspieler
- Deivson Rogério da Silva (* 1985), brasilianischer Fußballspieler, siehe Bobô
- Delmo da Silva (1954–2010), brasilianischer Sprinter
- Denis Silva (* 1985), brasilianischer Fußballspieler
- Denis Viana da Silva (* 1986), brasilianischer Fußballspieler
- Denise Ferreira da Silva, brasilianische Philosophin, Künstlerin und Aktivistin
- Deolindo da Silva, osttimoresischer Politiker
- Derick Silva (* 1998), brasilianischer Sprinter
- Derick Fernando da Silva (* 2002), brasilianischer Fußballspieler
- Dhananjaya de Silva (* 1991), sri-lankischer Cricketspieler
- Diana Silva (* 1995), portugiesische Fußballspielerin
- Diego Silva (Fußballspieler, 1965) (* 1965), mexikanischer Fußballspieler
- Diego Silva (Fußballspieler, 1987), auch Diego Emiliano Silva Silva, (* 1987), uruguayischer Fußballspieler
- Diego Cuesta Silva (* 1963), argentinischer Rugbyspieler
- Diego Claudino da Silva (* 1993), brasilianischer Fußballspieler
- Diego Farias da Silva (* 1990), brasilianischer Fußballspieler, siehe Diego Farias
- Diego Oliveira Silva (* 1990), brasilianischer Fußballspieler
- Dilan de Silva (* 1988), sri-lankischer Fußballspieler
- Dillon de Silva (* 2002), britisch-sri-lankischer Fußballspieler
- Diógenes da Silva Matthes (1931–2016), brasilianischer Geistlicher, Bischof von Franca
- Diogo da Silva (* 1982), brasilianischer Taekwondoin
- Diogo Silva (Fußballspieler, 1983) (* 1983), portugiesischer Fußballspieler
- Diogo Silva (Fußballspieler, 1986) (* 1986), brasilianischer Fußballtorwart
- Diogo Silva (Fußballspieler, 1989) (* 1989), brasilianischer Fußballspieler
- Diogo Silva (Handballspieler) (* 1998), portugiesischer Handballspieler
- Djamila Silva (* 1996), kap-verdische Judoka
- Dolores Silva (* 1991), portugiesische Fußballspielerin
- Domingas Álves da Silva (* 1964), osttimoresische Politikerin
- Domingos António da Silva (1937–2015), portugiesischer Fußballspieler, siehe Mascarenhas (Fußballspieler)
- Domingos Remedio da Silva (* 1999), osttimoresischer Schwimmer
- Dominique Da Silva (* 1989), mauretanischer Fußballspieler
- Donato Gama da Silva (* 1962), spanischer Fußballspieler
- Douglas Silva (* 1988), brasilianischer Schauspieler
- Douglas da Silva (* 1984), brasilianischer Fußballspieler
- Douglas DaSilva, US-amerikanischer Komponist und Gitarrist
- Douglas Duarte da Silva (* 1983), brasilianischer Volleyballspieler
- Duarte Silva (1924–2015), portugiesischer Skifahrer
- Duarte Leite Pereira da Silva (1864–1950), portugiesischer Historiker, Journalist, Diplomat und Politiker
- Dylan Silva (* 1999), kapverdischer Fußballtorhüter

### E
- Eden Silva (* 1996), britische Tennisspielerin
- Éderson Alves Ribeiro Silva (* 1989), brasilianischer Fußballspieler, siehe Éderson (Fußballspieler, 1989)
- Éderson José dos Santos Lourenço da Silva (* 1999), brasilianischer Fußballspieler, siehe Éderson (Fußballspieler, 1999)
- Edgar Bruno da Silva (* 1987), brasilianischer Fußballspieler
- Edilson de Souza Silva (* 1968), brasilianischer römisch-katholischer Geistlicher, Weihbischof in São Paulo
- Edílson José da Silva (* 1978), brasilianischer Fußballspieler
- Edinanci Silva (* 1976), brasilianische Judoka
- Edmar José da Silva (* 1975), brasilianischer römisch-katholischer Geistlicher, Weihbischof in Belo Horizonte
- Edmílson dos Santos Silva (* 1982), brasilianischer Fußballspieler
- Edmundo de Conceição Silva (* 1946), indonesischer Unteroffizier und osttimoresischer Milizionär
- Edmundo de Macedo Soares e Silva (1901–1989), brasilianischer Brigadegeneral und Politiker
- Édson Silva (Fußballspieler, 1984) (* 1984), guinea-bissauischer Fußballspieler
- Edson Silva (Fußballspieler, 1992) (* 1992), angolanischer Fußballspieler
- Edson Silva (Fußballspieler, 2001) (* 2001), guinea-bissauischer Fußballspieler
- Edson Rolando Silva Sousa (Edson; * 1983), portugiesischer Fußballspieler
- Eduardo da Silva (Fußballspieler, 1966) (* 1966), uruguayischer Fußballspieler
- Eduardo Adelino da Silva (* 1979), brasilianischer Fußballspieler
- Eduardo Alves da Silva (* 1983), kroatischer Fußballspieler
- Eduardo Bonilla-Silva (* 1962), US-amerikanischer Soziologe
- Eduardo Henrique da Silva (* 1995), brasilianischer Fußballspieler
- Eduardo Pinheiro da Silva (* 1959), brasilianischer Ordensgeistlicher, Weihbischof in Campo Grande
- Edward Silva (* 1975), uruguayischer Gewichtheber
- Elenilson da Silva (* 1972), brasilianischer Langstreckenläufer
- Elpídio Silva (* 1975), brasilianischer Fußballspieler
- Élson Falcão da Silva (* 1981), brasilianischer Fußballspieler, siehe Élson
- Emanuel Silva (* 1985), portugiesischer Kanute
- Emanuel Silva-Tarouca (1691–1771), portugiesischer Architekt
- Émerson Carvalho da Silva (* 1975), brasilianischer Fußballspieler, siehe Émerson (Fußballspieler, 1975)
- Emerson Pereira da Silva (* 1973), brasilianischer Fußballspieler und -trainer
- Emídio Rafael Augusto Silva (* 1986), portugiesischer Fußballspieler
- Emílio da Silva (Fußballspieler, 1982) (* 1982), osttimoresischer Fußballspieler
- Emílio da Silva (Fußballspieler, 1988) (* 1988), guinea-bissauischer Fußballspieler
- Enrique Silva Cimma (1918–2012), chilenischer Jurist und Politiker
- Epaminondas Nunes de Ávila e Silva (1869–1935), brasilianischer Geistlicher, römisch-katholischer Bischof von Taubaté
- Eraldo Bispo da Silva (* 1966), brasilianischer Geistlicher, Bischof von Patos
- Eric da Silva Moreira (* 2006), deutsch-portugiesischer Fußballspieler
- Erickson José da Silva (* 1995), guinea-bissauischer Fußballspieler
- Ericson Silva (* 1987), kapverdischer Fußballspieler
- Erivelto Emiliano da Silva (* 1988), brasilianischer Fußballspieler
- Erlon Silva (* 1991), brasilianischer Kanute
- Ernesto da Silva, osttimoresischer Politiker
- Ernst Emanuel von Silva-Tarouca (1860–1936), österreichisch-böhmischer Dendrologe und Politiker
- Estanislau da Silva (* 1952), osttimoresischer Politiker
- Estevam Santos Silva Filho (* 1968), brasilianischer Geistlicher, Bischof von Ruy Barbosa
- Estêvão Silva (Estêvão Roberto da Silva; 1845–1891), brasilianischer Maler und Kunstlehrer
- Evaeverson Lemos da Silva (* 1980), brasilianischer Fußballspieler
- Everaldo Marques da Silva (1944–1974), brasilianischer Fußballspieler, siehe Everaldo
- Everson Pereira da Silva (Everson; * 1975), brasilianischer Fußballspieler
- Everton Silva (* 1988), brasilianischer Fußballspieler
- Everton Ramos da Silva (* 1983), brasilianischer Fußballspieler, siehe Everton (Fußballspieler, 1983)
- Eudi Silva de Souza (Eudis; * 1983), brasilianischer Fußballspieler
- Ezequiel Santos da Silva (* 1998), brasilianischer Fußballspieler

### F
- Fabiana Cristine da Silva (* 1978), brasilianische Leichtathletin
- Fabiana Silva (* 1988), brasilianische Badmintonspielerin
- Fabiana da Silva Simões (* 1989), brasilianische Fußballspielerin
- Fabiano Medina da Silva (* 1982), brasilianischer Fußballspieler
- Fábio Silva (Fußballspieler, 1980) (* 1980), brasilianischer Fußballspieler
- Fábio Silva (Fußballspieler, 1984) (* 1984), brasilianischer Fußballspieler
- Fábio Silva (Fußballspieler, 1985) (* 1985), kapverdischer Fußballspieler
- Fábio Silva (Fußballspieler, 2002) (* 2002), portugiesischer Fußballspieler
- Fábio Silva (Kampfsportler) (* 1982), brasilianischer Mixed-Martial-Arts-Kämpfer
- Fábio da Silva (Leichtathlet) (* 1983), brasilianischer Stabhochspringer
- Fábio da Silva Azevedo (Fabinho; * 1970), brasilianischer Fußballspieler
- Fábio Gilvan do Nascimento Silva (Fábio; * 1983), brasilianischer Fußballspieler
- Fábio Pereira da Silva (* 1990), brasilianischer Fußballspieler, siehe Fábio (Fußballspieler, 1990)
- Fabiola da Silva (* 1979), brasilianische Inline-Skaterin
- Fabricio Silva (* 1990), uruguayischer Fußballspieler
- Fabrício Silva Dornellas (* 1990), brasilianischer Fußballspieler
- Facundo Silva (* 1996), uruguayischer Fußballspieler
- Fagio da Silva (* 1997), osttimoresischer Fußballspieler
- Fátima Silva (* 1970), portugiesische Marathonläuferin
- Fausto Freitas da Silva, osttimoresischer Politiker
- Federico Silva (Maler) (1923–2022), mexikanischer Bildhauer und Maler
- Federico Silva Muñoz (1923–1997), spanischer Politiker
- Felipe da Silva Amorim (* 1991), brasilianischer Fußballspieler
- Felipe de Sousa Silva (* 1992), brasilianischer Fußballspieler
- Fellype Gabriel de Melo e Silva (* 1985), brasilianischer Fußballspieler
- Fern Silva (* 1982), US-amerikanischer Filmregisseur und Kameramann
- Fernán Silva Valdés (1887–1975), uruguayischer Schriftsteller
- Fernanda da Silva (* 1989), brasilianische Handballspielerin
- Fernanda Melchionna e Silva (* 1984), brasilianische Politikerin, siehe Fernanda Melchionna
- Fernando Silva (Architekt) (1914–1983), portugiesischer Architekt
- Fernando Silva (Schachspieler) (* 1950), portugiesischer Schachspieler
- Fernando Silva (Fußballspieler, 1964) (* 1964), uruguayischer Fußballspieler
- Fernando Silva (Badminton) (* 1972), portugiesischer Badmintonspieler
- Fernando Silva (Fußballspieler, 1977) (* 1977), andorranischer Fußballspieler
- Fernando Silva (Leichtathlet) (* 1980), portugiesischer Langstreckenläufer
- Fernando Silva (Schwimmer) (* 1986), brasilianischer Schwimmer
- Fernando Silva (Fußballspieler, 1991) (* 1991), brasilianischer Fußballspieler
- Fernando de Alencastre Noroña y Silva (1662–1717), Vizekönig von Neuspanien
- Fernando Lopes da Silva (1935–2019), portugiesischer Neurophysiologe
- Fernando Macedo da Silva (* 1982), spanischer Fußballspieler
- Fernando de Sousa e Silva (1712–1786), portugiesischer Geistlicher, Patriarch von Lissabon
- Fernando Augusto Pereira da Silva (1871–1943), portugiesischer Marineoffizier und Politiker
- Fernando Matos Silva (* 1940), portugiesischer Regisseur
- Fernando Tamagnini de Abreu e Silva (1856–1924), portugiesischer General
- Flávio da Silva Amado (Flavio; * 1979), angolanischer Fußballspieler
- Flávio Maria Guterres da Silva, osttimoresischer Politiker
- Florent Da Silva (* 2003), französisch-brasilianischer Fußballspieler
- Frances Silva (* 1992), US-amerikanische Fußballspielerin
- Francis da Silva (* 1954), luxemburgischer Radrennfahrer
- Francis Augustus Silva (1835–1886), US-amerikanischer Maler
- Francisco da Silva (Politiker), osttimoresischer Politiker (ASDT)
- Francisco da Silva (Administrator) (1943–2019), osttimoresischer Beamter und Freiheitskämpfer
- Francisco da Silva (Soldat), osttimoresischer Offizier
- Francisco Silva (Fußballspieler) (Francisco Ronaldo Silva Fernández; * 1983), uruguayischer Fußballspieler
- Francisco Silva Jiménez (1923–2004), mexikanischer Fußballspieler
- Francisco Adriano da Silva Rodrigues (* 1985), brasilianischer Fußballspieler
- Francisco Andrés Silva Gajardo (* 1986), chilenischer Fußballspieler
- Francisco Carlos da Silva (* 1955), brasilianischer Geistlicher, Bischof von Jaú
- Francisco Ernandi Lima da Silva (* 1959), brasilianischer Fußballspieler
- Francisco Maldonado da Silva (1592–1639), peruanischer Arzt marranischer Herkunft
- Francisco Manuel da Silva (1795–1865), brasilianischer Komponist
- Francisco Pereira da Silva (1918–1985), brasilianischer Dramatiker
- Francisco Teixeira da Silva (1826–1894), portugiesischer Kolonialgouverneur
- Franco Silva (1920–1995), italienischer Filmschauspieler
- Frank Silva (1950–1995), US-amerikanischer Requisiteur und Schauspieler
- Fred Silva (1927–2004), US-amerikanischer NFL-Schiedsrichter
- Frederico Ferreira Silva (* 1995), portugiesischer Tennisspieler

### G
- Gabriel da Silva (Schauspieler) (* 1988), schweizerisch-brasilianischer Schauspieler
- Gabriel Silva (Fußballspieler, 1991) (Gabriel Moisés Antunes da Silva; * 1991), brasilianischer Fußballspieler
- Gabriel Silva (Fußballspieler, 1997) (* 1997), brasilianischer Fußballspieler
- Gabriel Gama da Silva (* 2003), brasilianischer Fußballspieler
- Gabriel Silva Luján (* 1957), kolumbianischer Politikwissenschaftler, Politiker und Diplomat
- Gabriella Da Silva Fick (* 2000), australische Tennisspielerin
- Gaspar da Silva (* 1999), osttimorischer Fußballspieler
- Gaspar de la Cerda Sandoval Silva y Mendoza (1653–1697), Vizekönig von Neuspanien
- Gastón Silva (* 1994), uruguayischer Fußballspieler
- Geno Silva (1948–2020), US-amerikanischer Schauspieler
- George da Silva (* 1971), Fußballspieler aus Aruba
- Geovane Luís da Silva (* 1971), brasilianischer Geistlicher, Bischof von Divinópolis
- Geovani Silva (* 1964), brasilianischer Fußballspieler
- Geraldo Eulálio do Nascimento e Silva (1917–2003), brasilianischer Dichter und Diplomat
- Gerardo Silva (* 1965), mexikanischer Fußballspieler
- Germán Silva (* 1968), mexikanischer Leichtathlet
- Gerson Santos da Silva (* 1997), brasilianischer Fußballspieler, siehe Gerson (Fußballspieler, 1997)
- Gervásio Cardoso de Jesus da Silva, osttimoresischer Politiker
- Gideon Silva, uruguayischer Fußballspieler
- Gil da Silva (* 1966), guinea-bissauischer Fußballspieler
- Gilberto Silva (* 1976), brasilianischer Fußballspieler und Musiker
- Gilberto da Silva (* 1965), deutscher lutherischer Theologe
- Gilberto da Silva Melo (Gilberto; * 1976), brasilianischer Fußballspieler
- Gilberto Manuel Pereira da Silva (* 1987), portugiesischer Fußballspieler
- Gildeón Silva, uruguayischer Fußballspieler
- Gilmar Silva (* 1984), brasilianischer Fußballspieler
- Gilson Silva (* 1987), kapverdischer Fußballspieler
- Gilson Andrade da Silva (* 1966), brasilianischer Geistlicher, Bischof von Nova Iguaçu
- Gilson de Jesus Silva (* 1977), mazedonischer Fußballspieler
- Giovanni Silva (1882–1957), italienischer Astronom
- Gislaine Cristina Souza da Silva (* 1988), brasilianische Fußballspielerin
- Gleison da Silva (* 1994), brasilianischer Leichtathlet
- Gualdino do Carmo da Silva, osttimoresischer Geologe und Beamter
- Guilherme Bitencourt da Silva (* 1994), brasilianischer Fußballspieler, siehe Guilherme Biteco
- Guilhermino da Silva, osttimoresischer Richter
- Gustavo Claudio da Silva (* 1988), brasilianischer Fußballspieler
- Gustavo Daniel da Silva (* 1971), uruguayischer Fußballspieler
- Gustavo Henrique da Silva Sousa (* 1994), brasilianischer Fußballspieler, siehe Gustavo Henrique (Fußballspieler, 1994)
- Gustavo Carneiro Silva (* 1972), brasilianischer Rollstuhltennisspieler

### H
- Harison da Silva Nery (* 1980), brasilianischer Fußballspieler
- Harlei de Menezes Silva (* 1972), brasilianischer Fußballspieler
- Héctor Silva (1940–2015), uruguayischer Fußballspieler
- Heitor da Silva Costa (1873–1947), brasilianischer Bauingenieur
- Hélder Silva (* 1987), portugiesischer Kanute
- Hélio da Silva (1923–1987), brasilianischer Sprinter und Dreispringer
- Henrique Andrade Silva (* 1985), brasilianischer Fußballspieler
- Henry Silva (1926–2022), US-amerikanischer Schauspieler
- Henry Rangel Silva (* 1961), venezolanischer Militärangehöriger und Politiker
- Hermínia Silva (1907–1993), portugiesische Sängerin und Schauspielerin
- Hernando da Silva Ramos (* 1925), französisch-brasilianischer Rennfahrer
- Holder da Silva (* 1988), Leichtathlet aus Guinea-Bissau
- Honorina Silva (1915– ?), brasilianische Pianistin
- Horondino José da Silva (1918–2006), brasilianischer Gitarrist, siehe Dino 7 Cordas
- Howard Da Silva (1909–1986), US-amerikanischer Schauspieler
- Hugo de Leon Guimarães da Silva (* 1990), brasilianischer Volleyballspieler
- Hugo Vieira da Silva (* 1974), portugiesischer Filmregisseur und Drehbuchautor
- Humbert von Silva Candida (um 1010–1061), katholischer Kardinal
- Humberto Carlos Cruz Silva (* 1939), chilenischer Fußballspieler

### I
- Ian Silva (* 2004), puerto-ricanischer Fußballspieler
- Ibson Barreto da Silva (* 1983), brasilianischer Fußballspieler
- Iggy Silva (* 1990), US-amerikanischer Radrennfahrer
- Igor Silva (Radsportler) (* 1984), angolanischer Radrennfahrer
- Igor Silva (Fußballspieler) (* 1996), brasilianischer Fußballspieler
- Ildefonso da Silva, timoresischer Fußballspieler
- Inocêncio Francisco da Silva (1810–1876), portugiesischer Literaturwissenschaftler und Enzyklopädist
- Inoka Rohini de Silva, sri-lankische Badmintonspielerin
- Iracema Maia da Silva (* 1955), brasilianische Politikerin
- Iriney Santos da Silva (* 1981), brasilianischer Fußballspieler
- Ismael Silva (* 1994), brasilianischer Fußballspieler
- Iván Silva (Rennfahrer) (* 1982), spanischer Motorradrennfahrer
- Iván Silva (Fußballspieler) (* 1993), uruguayischer Fußballspieler
- Iván Felipe Silva (* 1996), kubanischer Judoka
- Iván Scolfaro da Silva (* 1982), brasilianischer Zehnkämpfer
- Ivan Quaresma da Silva (* 1997), brasilianischer Fußballspieler
- Ivan da Silva Bruhns (1881–1980), französischer Maler, Grafiker und Textildesigner
- Ivone Silva (1935–1987), portugiesische Schauspielerin
- Izabela da Silva (* 1995), brasilianische Diskuswerferin

### J
- Jackie Silva (* 1962), brasilianische Volleyballspielerin
- Jaime Silva (Schriftsteller) (1934–2010), chilenischer Schriftsteller und Dramaturg
- Jaime Silva (Fußballspieler) (1935–2003), kolumbianischer Fußballspieler
- Jaime Silva (Regisseur) (* 1946), portugiesischer Filmregisseur und -editor
- Jaime Silva (Maler) (* 1947), portugiesischer Maler
- Jaime Silva (Politiker) (* 1954), portugiesischer Politiker
- Jaimerson da Silva Xavier (Jaime; * 1990), brasilianischer Fußballspieler, siehe Jaimerson Xavier
- Jairo de Macedo da Silva (* 1992), brasilianischer Fußballspieler
- Jairo Rui Matos da Silva (1929–2007), brasilianischer Geistlicher, Bischof von Bonfim
- Janaka Sanjaya Silva, sri-lankischer Fußballspieler
- Jason Silva (Schauspieler) (Jason Luis Silva Mishkin, * 1982), venezolanisch-US-amerikanischer Schauspieler
- Jason Silva (Fußballspieler) (* 1991), chilenischer Fußballspieler
- Jean-Baptiste Silva (1682–1742), französischer Arzt
- Jean-Marie Da Silva (* 1975), beninischer Tennisspieler
- Jenifer do Nascimento Silva (* 1991), brasilianische Langstreckenläuferin
- Jerónimo Arteaga-Silva (* 1972), deutsch-mexikanischer Fotokünstler, Fotograf und Fotojournalist
- Jerónimo da Silva, osttimoresischer Politiker
- Jerônimo Tomé da Silva (1849–1924), brasilianischer Geistlicher, Erzbischof von São Salvador da Bahia
- Jéssica Silva (* 1994), portugiesische Fußball- und Futsalspielerin
- Jesús Silva (1933–2011), spanischer Priester
- Jesús Bermúdez Silva (1884–1969), kolumbianischer Komponist
- Jheimy da Silva Carvalho (* 1988), brasilianischer Fußballspieler
- Jhonny Da Silva (* 1991), uruguayischer Fußballspieler
- Jo da Silva, britische Bauingenieurin
- João da Silva (Bildhauer) (1880–1960), portugiesischer Bildhauer und Maler
- João da Silva (KZ-Kommandant), portugiesischer KZ-Kommandant
- João Silva (Kameramann), portugiesischer Kameramann
- João Silva (Fotograf) (* 1966), südafrikanischer Fotograf und Journalist
- João da Silva (Marineoffizier) (* 1977), osttimoresischer Marineoffizier
- João da Silva Correia (Romanist) (1891–1937), portugiesischer Romanist und Lusitanist
- João da Silva Correia (Schriftsteller) (1896–1973), portugiesischer Schriftsteller und Journalist
- João da Mota e Silva (1685–1747), portugiesischer Kardinal und Politiker
- João Alves de Assis Silva (* 1987), brasilianischer Fußballspieler, siehe Jô
- João António da Silva Saraiva (1923–1976), portugiesischer Geistlicher, Bischof von Coimbra
- João Batista da Silva (Fußballspieler) (* 1955), brasilianischer Fußballspieler
- João Batista da Silva (Leichtathlet) (* 1963), brasilianischer Sprinter
- João Cunha e Silva (* 1967), portugiesischer Tennisspieler
- João Gabriel Silva Ferreira, bekannt als Barroca (* 1986), portugiesischer Fußballtorwart
- João Justino de Medeiros Silva (* 1966), brasilianischer Geistlicher, Erzbischof von Goiânia
- João Leite da Silva Neto (* 1955), brasilianischer Fußballspieler
- João Lucas Reis da Silva (* 2000), brasilianischer Tennisspieler
- João Luiz Ferreira da Silva (Preto; * 1981), brasilianischer Fußballspieler
- João Manuel da Cruz da Silva Leitão (* 1952), portugiesischer Diplomat
- João Manuel Pereira da Silva (1817–1898), brasilianischer Autor, Historiker und Politiker
- João Marques da Silva Oliveira (1853–1927), portugiesischer Maler, siehe João Marques de Oliveira
- João Paulo da Silva (* 1985), brasilianischer Fußballspieler
- João Paulo Esteves da Silva (* 1961), portugiesischer Pianist und Komponist
- João Pedro Silva (Triathlet) (* 1989), portugiesischer Triathlet
- João Pedro Silva (Handballspieler) (* 1994), brasilianischer Handballspieler
- João Pedro da Silva Pereira (* 1984), portugiesischer Fußballspieler, siehe João Pereira
- João Pedro Silva Pinheiro (* 1988), portugiesischer Fußballschiedsrichter, siehe João Pinheiro (Schiedsrichter)
- João Pedro Gomez da Silva (* 1996), brasilianisch-spanischer Fußballspieler
- João Pedro Pereira Silva (* 1990), portugiesischer Fußballspieler
- João Rodrigo Silva Santos (1977–2013), brasilianischer Fußballspieler
- João Salaviza Manso Feldman da Silva (* 1984), portugiesischer Schauspieler und Filmregisseur, siehe João Salaviza
- Joaquim da Silva (Leichtathlet, I), brasilianischer Speerwerfer
- Joaquim da Silva (Leichtathlet, II), brasilianischer Langstreckenläufer
- Joaquim Silva (Reiter) (1924–2007), portugiesischer Vielseitigkeitsreiter
- Joaquim Silva (Leichtathlet, 1961) (* 1961), portugiesischer Langstreckenläufer
- Joaquim Silva (Radsportler) (* 1992), portugiesischer Radsportler
- Joaquim Silva e Luna (* 1949), brasilianischer General und Politiker
- Joaquim Eulálio do Nascimento e Silva (1883–1965), brasilianischer Dichter und Diplomat
- Joaquim Gilberto da Silva (1934–2007), brasilianischer Fußballspieler
- Joaquim Mamede da Silva Leite (1876–1947), brasilianischer Geistlicher, Weihbischof in Campinas
- Joaquim Vítor da Silva, brasilianischer Oberst, Großgrundbesitzer und Politiker
- Joel Alberto Silva (* 1989), paraguayischer Fußballspieler
- Johanna Silva (* 1997), deutsche Tennisspielerin
- John Silva (* 1977), panamaischer Tennisspieler
- John da Silva (1934–2021), neuseeländischer Ringer und Boxer
- Johnath Marlone Azevedo da Silva (* 1992), brasilianischer Fußballspieler, siehe Marlone
- Johnathan Aparecido da Silva (* 1990), brasilianischer Fußballspieler
- Joke Silva (* 1961), nigerianische Film- und Bühnenschauspielerin und Regisseurin
- Jonas Jessue da Silva Júnior (* 1987), brasilianischer Fußballspieler
- Jonathan Silva (* 1994), argentinischer Fußballspieler
- Jonathan Henrique Silva (* 1991), brasilianischer Dreispringer
- Jonathan Rafael da Silva (* 1991), brasilianischer Fußballspieler
- Jorge Silva (Regisseur) (auch Jorge da Silva; 1941–1988), kolumbianischer Filmregisseur, Kameramann und Drehbuchautor
- Jorge Silva (Politiker) (* 1952), brasilianischer Politiker (PROS)
- Jorge Silva (Fußballspieler, 1959) (Jorge Manuel Lopes da Silva; * 1959), portugiesischer Fußballspieler
- Jorge da Silva (* 1961), uruguayischer Fußballspieler und -trainer
- Jorge Silva (Fußballspieler, 1964) (Jorge Manuel Correia Oliveira Silva; * 1964), portugiesischer Fußballspieler
- Jorge Silva (Boxer) (Jorge Luiz de Melo Silva; * 1966), brasilianischer Boxer
- Jorge Silva (Radsportler) (* 1966), portugiesischer Radrennfahrer
- Jorge Silva (Fußballspieler, 1972) (Jorge Soares da Silva; * 1972), portugiesischer Fußballtorhüter und -trainer
- Jorge Silva (Fußballspieler, 1975) (Luís Jorge Pinto da Silva; * 1975), portugiesischer Fußballspieler
- Jorge Silva (Fußballspieler, 1996) (Jorge Fernando dos Santos Silva; * 1996), portugiesischer Fußballspieler
- Jorge Silva Vieira (Jorge Vieira; 1934–2012), brasilianischer Fußballtrainer
- Jorge Luiz de Amorim Silva (* 1979), brasilianischer Fußballspieler
- Jorge Nuno Silva (* 1956), portugiesischer Mathematiker
- Jorge Pereira da Silva (* 1985), brasilianischer Fußballspieler
- Josafá Menezes da Silva (* 1959), brasilianischer Geistlicher, Erzbischof von Aracaju
- José Silva (1913–1995), kubanischer Geiger und Saxophonist, siehe Chombo Silva
- José Silva (Parapsychologe) (1914–1999), US-amerikanischer Parapsychologe
- José Silva (Segler) (* 1918), portugiesischer Segler
- José da Silva (Badminton) (* 1922), portugiesischer Tennis- und Badmintonspieler
- José da Silva (Schwimmer) (1923–2005), portugiesischer Schwimmer
- José da Silva (Radsportler) (* um 1930), portugiesischer Radsportler
- José Silva (Ruderer), uruguayischer Ruderer
- José da Silva Carvalho (1782–1856), portugiesischer Staatsmann
- José da Silva Chaves (* 1930), brasilianischer Geistlicher, Bischof von Uruaçu
- José da Silva Panão (1955–2015), osttimoresischer Politiker
- José da Silva Varela (* 1991), são-toméischer Fußballspieler
- José Agustinho da Silva, osttimoresischer Politiker
- José Aílton da Silva (* 1977), brasilianischer Fußballspieler, siehe Aílton (Fußballspieler, 1977)
- José Albertino da Silva (Caju; † 2001), brasilianischer Sänger
- José Altevir da Silva (* 1962), brasilianischer Ordensgeistlicher, Prälat von Tefé
- José Barreto Quintas da Silva (* 1998), osttimoresischer Boxer
- José Belisário da Silva (* 1945), brasilianischer Priester, Erzbischof von São Luís do Maranhão
- José Bonifácio de Andrada e Silva (1763–1838), brasilianischer Politiker
- José Carlos da Silva (* 1979), brasilianischer Fußballspieler, siehe Carlinhos Bala
- José Celestino da Silva (1849–1911), portugiesischer Offizier und Kolonialverwalter
- José da Costa e Silva (1747–1819), portugiesischer Architekt
- José Élber Pimentel da Silva (* 1992), brasilianischer Fußballspieler
- José Gaspar d’Afonseca e Silva (1901–1943), brasilianischer Geistlicher, Erzbischof von Sao Paulo
- José Graziano da Silva (* 1949), brasilianischer Ökonom und Agrarwissenschaftler
- José Jadílson dos Santos Silva (Jadílson; * 1977), brasilianischer Fußballspieler
- José João da Silva (* 1959), brasilianischer Langstreckenläufer
- José João Viegas da Silva (* 2003), osttimoresischer Schwimmer
- José Júlio da Silva Ramos (1853–1930), brasilianischer Schriftsteller
- José Leonardo Ribeiro da Silva (* 1988), brasilianischer Fußballspieler
- José Lopes da Silva (1872–1962), kapverdischer Dichter
- José Lucas da Silva (* 1970), osttimoresischer Hochschullehrer
- José Manuel Ribeiro da Silva (1935–1958), portugiesischer Radrennfahrer
- José Manuel da Silva Fernandes (* 1966), osttimoresischer Politiker, siehe José Manuel Fernandes (Politiker, 1966)
- José María Silva (1804–1876), salvadorianischer Politiker
- José María Sánchez-Silva (1911–2002), spanischer Schriftsteller
- José Maria da Silva Maia (* 1956), brasilianischer Politiker
- José Marques da Silva (1869–1947), portugiesischer Architekt
- José Martins da Silva (1936–2015), brasilianischer Ordensgeistlicher, Bischof von Porto Velho
- José de Mascarenhas da Silva e Lencastre, Herzog von Aveiro (1708–1759), portugiesischer Adliger
- José Moreira da Silva (* 1953), brasilianischer Geistlicher, Bischof von Porto Nacional
- José Pereira da Silva Barros (1835–1898), brasilianischer Erzbischof
- José Renato da Silva Júnior (* 1990), brasilianischer Fußballspieler
- José Rodrigues da Silva (* um 1920), portugiesischer Kanute
- José Romão da Silva (* 1948), brasilianischer Leichtathlet
- José Tomas Gomes da Silva (1873–1948), brasilianischer Geistlicher, Bischof von Aracaju
- José Sebastião da Silva Dias (1916–1994), portugiesischer Philosoph
- José Vicente Pinto de Alencar da Silva (* 1958), brasilianischer römisch-katholischer Geistlicher und Bischof von Salgueiro
- José Vieira da Silva (* 1953), portugiesischer Wirtschaftswissenschaftler und Politiker
- José Vitor Rodrigues Ribeiro da Silva (* 1991), brasilianischer Fußballspieler
- Josefa Adao da Silva (ca. 1963), osttimoresische Unabhängigkeitsaktivistin
- Josenildo Brito da Silva (* 1993), brasilianischer Fußballspieler
- Joseph D’Silva (1932–2006), indischer Geistlicher, Bischof von Bellary
- Josimar Rosado da Silva Tavares (Josimar; 1986–2016), brasilianischer Fußballspieler
- Josseline Louise Marie da Silva Gbony (* 1957), beninische Diplomatin
- Jota Silva (* 1999), portugiesischer Fußballspieler
- Juan Silva (Marathonläufer) (1930–2007), chilenischer Marathonläufer
- Juan Silva (uruguayischer Leichtathlet), uruguayischer Leichtathlet
- Juan III. de Silva (1510–??), spanischer Diplomat
- Juan Silva (Fußballspieler, 1981) (* 1981), uruguayischer Fußballspieler
- Juan Silva (Fußballspieler, 1989) (Juan Andrés Silva Cárdenas, * 1989), chilenischer Fußballspieler
- Juan Silva (Fußballspieler, 1990) (Juan Ignacio Silva Naranjo, * 1990), chilenischer Fußballspieler
- Juan Da Silva (* 1989), uruguayischer Fußballspieler
- Juan Carlos da Silva (Tennisspieler, I), uruguayischer Tennisspieler
- Juan Carlos Silva (Tennisspieler, 1962) (* 1962), argentinischer Tennisspieler
- Juan Carlos Silva (Leichtathlet), uruguayischer Leichtathlet
- Juan Carlos Silva (Taekwondoin), uruguayischer Taekwondoin
- Juan Carlos Silva (Fußballspieler, 1988) (Juan Carlos Silva Maya; * 1988), mexikanischer Fußballspieler
- Juan Carlos Silva (Fußballspieler, 1989) (Juan Carlos Silva Suárez; * 1989), uruguayischer Fußballspieler
- Juan Carlos Silva Bocanegra (* 1970), peruanischer Comiczeichner
- Juan Manuel Silva (Fußballspieler) (* 1970), chilenischer Fußballspieler
- Juan Manuel Silva (Rennfahrer) (* 1972), argentinischer Automobilrennfahrer
- Juan Manuel Silva Camarena, mexikanischer Philosoph und Schriftsteller
- Juan Ramón Silva (* 1948), uruguayischer Fußballspieler, siehe Ramón Silva
- Juan Manuel de Silva (1687–1751), spanischer Maler und Bildhauer
- Juarez Sousa da Silva (* 1961), brasilianischer Geistlicher, Erzbischof von Teresina
- Jucilei da Silva (* 1988), brasilianischer Fußballspieler
- Judivan Flor da Silva (* 1995), brasilianischer Fußballspieler, siehe Judivan
- Julia da Silva-Bruhns (1851–1923), brasilianische Ehefrau von Thomas Johann Heinrich Mann
- Júlia Konishi Camargo Silva (* 2000), brasilianische Tennisspielerin
- Julião da Silva, osttimoresischer Politiker
- Julio Silva (Bildhauer) (* 1930), argentinisch-französischer Bildhauer und Maler
- Júlio Silva (Tennisspieler) (* 1979), brasilianischer Tennisspieler
- Júlio César da Silva (* 1963), brasilianischer Fußballspieler, siehe Júlio César (Fußballspieler, 1963)
- Júlio Silva (Leichtathlet), portugiesischer Langstreckenläufer
- July da Silva (* 1994), brasilianische Mittelstreckenläuferin
- Juvito da Silva (* 1987), osttimoresischer Fußballspieler

### K
- Karina Silva, US-amerikanische Kamerafrau
- Kátia Cilene Teixeira da Silva (* 1977), brasilianische Fußballspielerin, siehe Kátia
- Kaushal Silva (* 1986), sri-lankischer Cricketspieler
- Kleber Rogerio do Carmo Silva (* 1981), brasilianischer Fußballspieler

### L
- Lahiru Silva (* 1987), sri-lankischer Fußballspieler
- Laila Ferrer de Silva (* 1982), brasilianische Speerwerferin
- Leandro Silva (Gartenarchitekt) (Leandro Silva Delgado; 1930–2000), uruguayischer Gartenarchitekt
- Leandro Silva (Reiter) (Leandro Aparecido da Silva; * 1976), brasilianischer Reiter
- Leandro Silva (Radsportler), brasilianischer Radsportler
- Leandro da Silva (Fußballspieler, Juni 1986) (* 1986), brasilianischer Fußballspieler
- Leandro Silva (Fußballspieler, 1987) (Leandro Rodrigo Silva Iglesias; * 1987), uruguayischer Fußballspieler
- Leandro da Silva (Fußballspieler, 1988) (* 1988), brasilianischer Fußballspieler
- Leandro da Silva (Fußballspieler, 1989) (* 1989), brasilianischer Fußballspieler
- Leandro Antônio da Silva (* 1982), brasilianischer Fußballspieler
- Leandro Castán da Silva (* 1986), brasilianischer Fußballspieler, siehe Leandro Castán
- Leandro Cordeiro de Lima Silva (* 1993), brasilianischer Fußballspieler, siehe Leandrinho (Fußballspieler, 1993)
- Leandro Montera da Silva (* 1985), brasilianischer Fußballspieler
- Leandro Paulino da Silva (* 1986), brasilianischer Fußballspieler
- Léo Silva (* 1985), brasilianischer Fußballspieler
- Leonardo Eulálio do Nascimento e Silva (1915–2014), brasilianischer Diplomat und Journalist
- Leonardo dos Santos Silva (Leonardo II; * 1976), brasilianischer Fußballspieler
- Leonardo Fabiano da Silva e Silva (* 1979), brasilianischer Fußballspieler
- Leonardo Ferreira da Silva (Léo; * 1980), brasilianischer Fußballspieler
- Leonardo Bruno dos Santos Silva (China; * 1980), brasilianischer Fußballspieler, siehe China (Fußballspieler)
- Leonardo Henriques da Silva (* 1982), brasilianischer Fußballspieler
- Leonel Marcelo Herrera Silva (* 1971), chilenischer Fußballspieler und Politiker, siehe Leonel Herrera Silva
- Leonel da Silva (* 1986), osttimoresischer Fußballspieler
- Leônidas da Silva (1913–2004), brasilianischer Fußballspieler
- Leopoldo Duarte e Silva (1867–1938), brasilianischer Geistlicher, Erzbischof von São Paulo
- Leslie Silva (* 1968), US-amerikanische Schauspielerin
- Lígia Silva (* 1981), brasilianische Tischtennisspielerin
- Lígia Filomena Coelho da Silva, osttimoresische Politikerin
- Limacêdo Antônio da Silva (* 1960), brasilianischer Geistlicher, Bischof von Afogados da Ingazeira
- Lomelino Silva (1892–1967), portugiesischer Opernsänger
- Lorenzo Silva (* 1966), spanischer Schriftsteller
- Lourenço da Silva de Mendouça, afrikanisch-brasilianischer Abolitionist
- Luan Leite da Silva (* 1996), brasilianischer Fußballspieler
- Lucas Silva (* 1993), brasilianischer Fußballspieler
- Lucas da Silva (Rugbyspieler) (* 1997), portugiesischer Rugby-Union-Spieler
- Lucas da Silva Rocha (* 1995), brasilianischer Fußballspieler
- Lucas Rodrigues da Silva (* 2001), brasilianischer Leichtathlet
- Lucas dos Santos Rocha da Silva (* 1991), brasilianischer Fußballspieler
- Luciano José Pereira da Silva (* 1980), brasilianischer Fußballtorhüter
- Lucimara da Silva (* 1985), brasilianische Siebenkämpferin
- Ludgério Silva (* 1986), são-toméischer Fußballspieler
- Ludmila da Silva (* 1994), brasilianische Fußballspielerin
- Ludovico Silva (1937–1988), venezolanischer Philosoph
- Luis Silva (Fußballspieler, I), Fußballspieler
- Luís Silva (Reiter) (1902–1963), portugiesischer Reiter
- Luis Silva (Musiker) (1920–2007), chilenischer Jazzmusiker
- Luís Silva (Unternehmer) (* um 1932), portugiesischer Unternehmer
- Luis Silva (Schwimmer), brasilianischer Schwimmer
- Luís Silva (Fechter) (* 1972), portugiesischer Fechter
- Luís Silva (Bocciaspieler) (* 1980), portugiesischer Bocciaspieler
- Luís Silva (Radsportler) (* 1984), portugiesischer Radsportler
- Luis Silva (Fußballspieler, 1988) (* 1988), mexikanisch-US-amerikanischer Fußballspieler
- Luis Silva (Schauspieler), Schauspieler
- Luís Silva (Rennfahrer), portugiesischer Automobilrennfahrer
- Luis da Silva (Fußballspieler, 2006) (* 2006), osttimoresischer Fußballspieler
- Luís Alves de Lima e Silva (1803–1880), brasilianischer Marschall, Herzog von Caxias
- Luís Augusto Rebelo da Silva (1822–1871), portugiesischer Journalist, Historiker, Schriftsteller und Politiker
- Luís Carlos Nunes da Silva (Carlinhos; 1937–2015), brasilianischer Fußballspieler
- Luís Cláudio Carvalho da Silva (* 1987), brasilianischer Fußballspieler
- Luis-Felipe Silva (* 1954), portugiesischer Tennisspieler
- Luís Gonzaga Silva Pepeu (* 1957), brasilianischer Priester, Erzbischof von Vitória da Conquista
- Luís Gonzaga Ferreira da Silva (1923–2013), portugiesischer Geistlicher, Bischof von Lichinga
- Luís Roberto da Silva, osttimoresischer Politiker
- Luiz da Silva (* 1996), peruanischer Fußballspieler
- Luiz Silva Filho (Fußballspieler) (* 1983), brasilianischer Fußballspieler
- Luiz Silva Filho (Goalballspieler), brasilianischer Goalballspieler
- Luiz Henrique da Silva Brito (* 1967), brasilianischer Geistlicher, Bischof von Barra do Piraí-Volta Redonda
- Luiz Inácio Lula da Silva (* 1945), brasilianischer Politiker, Staatspräsident 2003 bis 2011
- Luiz Mauricio da Silva (* 2000), brasilianischer Speerwerfer
- Luíz Moutinho de Lima Alvares e Silva (1792–1863), brasilianischer Diplomat
- Luiz Renato Viana da Silva (* 1982), brasilianischer Fußballspieler
- Luiz Rogério da Silva (* 1980), brasilianischer Fußballspieler, siehe Rogério (Fußballspieler, 1980)
- Luiz Sérgio Duarte da Silva, brasilianischer Soziologe und Historiker

### M
- Madalena da Silva, osttimoresische Politikerin
- Madushan de Silva (* 1993), sri-lankischer Fußballspieler
- Magno José da Silva (* 1992), brasilianischer Fußballspieler
- Malcom Filipe Silva de Oliveira (* 1997), brasilianischer Fußballspieler, siehe Malcom
- Manex Silva (* 2002), spanisch-brasilianischer Skilangläufer
- Manoel da Silva Gomes (1874–1950), brasilianischer Geistlicher, römisch-katholischer Erzbischof von Fortaleza
- Manuel da Silva Rodrigues Linda (* 1956), portugiesischer Geistlicher, römisch-katholischer Bischof von Porto
- Manuel da Silva Martins (1927–2017), portugiesischer Geistlicher, römisch-katholischer Bischof von Setúbal
- Manuel Carvalho da Silva (* 1948), portugiesischer Gewerkschafter und Soziologe
- Manuel Gaspar Soares da Silva (* 1959), osttimoresischer Politiker
- Manuel I. Bento Rodrigues da Silva (1800–1869), Patriarch von Lissabon und Kardinal der römisch-katholischen Kirche
- Manuel Pereira da Silva (1920–2003), portugiesischer Bildhauer
- Manuel Costa e Silva (1938–1999), portugiesischer Kameramann und Filmregisseur
- Marcelo Silva (* 1989), uruguayischer Fußballspieler
- Marcelo Silva Ramos (* 1973), brasilianischer Fußballspieler, siehe Marcelo Ramos
- Marcelo da Silva Júnior (Marcelo; * 1988), brasilianischer Fußballspieler, siehe Marcelo (Fußballspieler, 1988)
- Marcelo Antônio da Silva (* 1972), brasilianischer Geistlicher und Weihbischof in Santo Amaro
- Marcelo Augusto Mathias da Silva (Marcelo; 1991–2016), brasilianischer Fußballspieler
- Marcelo Cândido da Silva, brasilianischer Historiker
- Marcelo Rosa da Silva (* 1976), brasilianischer Fußballspieler
- Marcelo da Silva Moço (1979–2009), brasilianischer Fußballspieler
- Marciano da Silva, osttimoresischer Diplomat
- Marciel Silva da Silva (* 1995), brasilianischer Fußballspieler
- Marcílio da Silva (* 1975), libanesischer Fußballspieler
- Marcio Augusto da Silva Barbosa (Marcinho; * 1995), brasilianischer Fußballspieler
- Márcio Miranda Freitas Rocha da Silva (* 1981), brasilianischer Fußballspieler
- Márcio Seligmann-Silva (* 1964), brasilianischer Literaturwissenschaftler, Autor und Hochschullehrer
- Marcio dos Santos Silva (* 1969), brasilianischer Fußballspieler
- Marco da Silva (Choreograf) (* 1977), deutsch-portugiesischer Choreograf, Tänzer und Sänger
- Marco da Silva (Fußballspieler, 1982) (* 1982), schwedischer Fußballspieler
- Marco da Silva (Fußballspieler, 1992) (* 1992), französisch-portugiesischer Fußballspieler
- Marco Antônio da Silva (* 1966), brasilianischer Fußballspieler, siehe Marquinhos (Fußballspieler, 1966)
- Marco Tulio Lopes Silva (* 1981), brasilianischer Fußballspieler
- Marco Silva (* 1977), portugiesischer Fußballspieler und Trainer
- Marcos Silva (* 1954), brasilianischer Musiker und Arrangeur
- Marcos Antônio da Silva Gonçalves (Marquinhos; * 1989), brasilianischer Fußballspieler, siehe Marquinhos (Fußballspieler, 1989)
- Marcos Roberto da Silva Barbosa (* 1982), brasilianischer Fußballspieler, siehe Marquinhos (Fußballspieler, Oktober 1982)
- Marcos Aurélio Fernandes da Silva (* 1977), brasilianischer Fußballspieler
- Marcos Vinícius da Costa Soares da Silva (* 1991), brasilianischer Fußballspieler
- Marcus Wendel Valle da Silva (* 1997), brasilianischer Fußballspieler, siehe Wendel (Fußballspieler, 1997)
- María Silva (1941–2023), spanische Schauspielerin
- María Silva (Tennisspielerin) (* 1997), brasilianische Tennisspielerin
- Maria Cavaco Silva (* 1938), portugiesische Literaturwissenschaftlerin und Primeira-dama von Portugal
- María Fernanda Silva (* 1965), argentinische Diplomatin
- Maria Adozinda Pires da Silva (* 1975), osttimoresische Politikerin
- Maria José Marques da Silva (1914–1996), portugiesische Architektin
- Maria Lucineida da Silva (* 2001), brasilianische Leichtathletin
- Maria Soares da Silva (1961–2021), osttimoresische Unabhängigkeitsaktivistin
- Maria Teresa da Silva Gusmão, osttimoresische Politikerin
- Maria del Pilar Teresa Cayetana de Silva y Álvarez de Toledo (1762–1802), Herzogin von Alba
- Marianaily Silva (* 2002), kubanische Speerwerferin
- Mariano Silva y Aceves (1887–1937), mexikanischer Jurist, Autor und Hochschullehrer
- Mariano Ubiracy da Silva (1942–2015), brasilianischer Fußballspieler
- Marie Da Silva, malawische Gründerin einer Hilfsorganisation
- Marie-Hélène da Silva (* 1956), kanadische Geigerin, Schauspielerin und Musikerzieherin
- Marina Silva (* 1958), brasilianische Umweltschützerin und Politikerin
- Marino da Silva (* 1986), brasilianischer Fußballspieler
- Mário Silva (Maler) (1929–2016), portugiesischer Maler
- Mário Silva (Radsportler) (1940–2023), portugiesischer Radrennfahrer
- Mário Silva (Leichtathlet) (* 1961), portugiesischer Leichtathlet
- Mario Silva (Politiker) (* 1966), kanadischer Politiker
- Marío Silva (Fußballspieler) (* 1977), portugiesischer Fußballspieler
- Mario Silva (Beachvolleyballspieler) (* 1980), angolanischer Beachvolleyballspieler
- Mário Silva (Taekwondoin) (* 1993), portugiesischer Taekwondoin
- Mário Antônio da Silva (* 1966), brasilianischer Geistlicher, Erzbischof von Cuiabá
- Mario César da Silva (* 1978), brasilianischer Fußballspieler
- Marlon Henrique Brandão da Silva (* 1991), brasilianischer Fußballspieler
- Martín Silva (* 1983), uruguayischer Fußballtorhüter
- Massimo Silva (* 1951), italienischer Fußballspieler und -trainer
- Matías Silva (* 1984), peruanischer Tennisspieler
- Matheus da Silva (* 2001), brasilianischer Leichtathlet
- Matheus Bitencourt da Silva (1995–2016), brasilianischer Fußballspieler, siehe Matheus Biteco
- Mauro Silva (* 1968), brasilianischer Fußballspieler
- Mauro Vinícius da Silva (* 1986), brasilianischer Weitspringer
- May De Silva (* 1968), seychellische Antikorruptionsbeamtin
- Maxwell Batista da Silva (* 1989), brasilianischer Fußballspieler
- Michael Silva (* 1988), chilenischer Fußballspieler
- Miguel Ángel Silva Rubio († 2010), peruanischer Musiker
- Miguel Crespo da Silva (* 1996), portugiesisch-französischer Fußballspieler, siehe Miguel Crespo
- Miguel Gómez de Silva (1594–1668), chilenischer Offizier
- Miguel Otero Silva (1908–1985), venezolanischer Schriftsteller, Journalist, Humorist und Politiker
- Miguel Paulo José Maria da Silva Paranhos do Rio-Branco (1917–1995), brasilianischer Diplomat
- Minnette de Silva (1918–1998), sri-lankische Architektin und Pionierin der tropischen Moderne
- Moacir Silva (* 1954), brasilianischer Geistlicher, Erzbischof von Ribeirão Preto
- Moisés Silva (* 1941), chilenischer Fußballspieler
- Moreira da Silva (Sänger) (1902–2000), brasilianischer Sänger
- Moreira da Silva (Badminton), portugiesischer Badmintonspieler
- Muller da Silva (* 1994), guinea-bissauischer Fußballspieler
- Myriam Da Silva (* 1984), kanadische Boxerin
- Myrta Silva (1927–1987), puerto-ricanische Sängerin und Komponistin

### N
- Natércia Cipriana Coelho da Silva, osttimoresische Diplomatin
- Neil de Silva (* 1969), Sprinter aus Trinidad und Tobago
- Néstor Silva (* 1982), uruguayischer Fußballspieler
- Nicole da Silva (Schauspielerin) (* 1981), australische Schauspielerin
- Nicole da Silva (Sängerin) (* 1982), portugiesisch-deutsche Sängerin und Schauspielerin
- Nilakshi de Silva (* 1989), sri-lankische Cricketspielerin
- Nirley da Silva Fonseca (* 1988), brasilianischer Fußballspieler
- Nivaldo Lourenço da Silva (* 1975), brasilianischer Fußballspieler
- Norberto da Silva (Norberto Domingos Freitas da Silva Costa), Fußballschiedsrichter aus Curaçao
- Noé da Silva Ximenes, osttimoresischer Politiker
- Núbia Silva (* 2002), brasilianische Leichtathletin
- Nuno da Silva (Navigator), portugiesischer Navigator
- Nuno da Silva (Fußballspieler) (* 1994), portugiesischer Fußballspieler
- Nuno da Silva Gonçalves (* 1958), portugiesischer Geistlicher, Jesuit, Hochschulrektor und Chefredakteur
- Nuno Brás da Silva Martins (* 1963), portugiesischer Geistlicher, Bischof von Funchal

### O
- Octávio Rainho da Silva Neves (* 1929), brasilianischer Diplomat
- Otávio Edmilson da Silva Monteiro (* 1995), brasilianischer Fußballspieler, Otávio (Fußballspieler, 1995)
- Olga Pellicer Silva (* 1935), mexikanische Diplomatin
- Olinto Silva (* 1960), venezolanischer Radrennfahrer
- Olivio Silva (* 1954), portugiesischer Tennisspieler
- Orlando Silva (* 1971), brasilianischer Politiker
- Oscarino Costa Silva (1907–1990), brasilianischer Fußballspieler
- Oscar da Silva (Pianist) (1870–1958), portugiesischer Pianist, Komponist und Musikpädagoge
- Oscar da Silva (Reiter) (1920–2010), brasilianischer Reiter
- Oscar da Silva (* 1998), deutscher Basketballspieler
- Oscar Pereira da Silva (1865–1939), portugiesischer Maler
- Oswaldo da Silva (1926–1997), brasilianischer Fußballspieler
- Otacílio Luziano Da Silva (* 1954), brasilianischer Geistlicher, Bischof von Catanduva
- Overath Breitner da Silva Medina (Breitner; * 1989), venezolanisch-brasilianischer Fußballspieler

### P
- Pablo Silva (* 1984), uruguayischer Fußballspieler
- Pascal Silva, Schweizer Sänger
- Patápio Silva (1880–1907), brasilianischer Flötist und Komponist
- Patrícia Silva (* 1999), portugiesische Mittelstreckenläuferin
- Patrício da Silva († 1840), portugiesischer Geistlicher
- Patrick Da Silva (* 1994), dänischer Fußballspieler
- Patrick Roberto Daniel da Silva (* 1985), brasilianischer Fußballspieler
- Paul Claude Silva (1922–2014), US-amerikanischer Algenkundler
- Paul da Silva (* 1987), französischer Politiker (Parti Pirate)
- Paulo Silva (* 1974), angolanischer Fußballspieler
- Paulo da Silva (* 1980), paraguayischer Fußballspieler
- Paulo Cardoso da Silva (* 1934), brasilianischer Ordensgeistlicher, emeritierter Bischof von Petrolina
- Paulo Henrique da Silva (* 1995), brasilianischer Hürdenläufer
- Paulo Freitas da Silva (1939–2007), osttimoresischer Politiker
- Paulo Sérgio de Oliveira Silva (1974–2004), brasilianischer Fußballspieler, siehe Serginho (Fußballspieler, 1974)
- Paulo DaSilva (* 1970), deutscher Musiker, Produzent und Songwriter
- Pedro da Silva (Gouverneur) (um 1570–nach 1642), portugiesischer Kolonialgouverneur
- Pedro da Silva (Bischof) (1649–1691), portugiesischer Geistlicher, Bischof in Kochi
- Pedro da Silva (Postzusteller) (1647–1717), portugiesisch-kanadischer Postzusteller
- Pedro Silva (Bildhauer) (1934–2013), chilenisch-US-amerikanischer Bildhauer
- Pedro da Silva (Leichtathlet) (* 1966), brasilianischer Zehnkämpfer
- Pedro Silva (Bocciaspieler) (* 1974), portugiesischer Bocciaspieler
- Pedro Silva (Schwimmer) (* 1977), portugiesischer Schwimmer
- Pedro da Silva Martins (* 1976), portugiesischer Musiker und Liedautor
- Pedro da Silva Moutinho (* 1979), portugiesischer Fußballspieler
- Pedro da Silva Pedroso (1770–1849), brasilianischer Militär und Revolutionär
- Pedro Silva Pereira (* 1962), portugiesischer Jurist und Politiker
- Pedro da Silva Sampaio (1572–1649), portugiesischer Geistlicher, Bischof in Bahia
- Pedro Celestino Silva Soares (* 1987), kap-verdischer Fußballspieler
- Pedro Nolasco da Silva (1842–1912), portugiesisch-macanesischer Schriftsteller und Politiker
- Plínio José Luz da Silva (* 1955), brasilianischer Geistlicher, Bischof von Picos

### Q
- Quim Silva (* 1975), portugiesischer Fußballtorhüter
- Quintino Rodrigues de Oliveira e Silva (1863–1929), brasilianischer Geistlicher, Bischof von Crato

### R
- Rafa Silva (Fußballspieler, 1993) (Rafael Ferreira Silva; * 1993), portugiesischer Fußballspieler
- Rafael Silva (Fußballspieler, 1990) (Rafael Silva dos Santos; * 1990), brasilianischer Fußballspieler
- Rafael da Silva (Fußballspieler, 1990) (* 1990), brasilianischer Fußballspieler
- Rafael Silva (Fußballspieler, 1992) (Rafael da Silva; * 1992), brasilianischer Fußballspieler
- Rafael Silva (Judoka) (* 1987), brasilianischer Judoka
- Rafael Silva (Radsportler) (* 1990), portugiesischer Radsportler
- Rafael Silva (Schauspieler) (* 1994), brasilianisch-US-amerikanischer Schauspieler
- Rafaela Silva (* 1992), brasilianische Judoka
- Raimundo Nonato da Silva (* 1967), brasilianischer Fußballspieler
- Ramón Silva (Juan Ramón Silva; * 1948), uruguayischer Fußballspieler und -trainer
- Ramón da Silva Ramos (* 1950), brasilianischer Fußballspieler
- Ramón Rodríguez da Silva (* 1990), brasilianischer Fußballspieler
- Ranulfo da Silva Farias (1887–1963), brasilianischer Geistlicher, Erzbischof von Maceió
- Raphael Silva (* 1992), brasilianischer Fußballspieler
- Raquel Sánchez-Silva (* 1973), spanische Journalistin und Fernsehmoderatorin
- Raúl Silva (Fußballspieler) (* 1989), brasilianischer Fußballspieler
- Raúl Silva Castro (1903–1970), chilenischer Romanist
- Raúl Silva Henríquez (1907–1999), chilenischer Geistlicher, Erzbischof von Santiago de Chile
- Raul Silva Silva (1911–1994), chilenischer Geistlicher, Weihbischof in Rancagua
- Rebecca Cavalcanti Barbosa Silva (* 1993), brasilianische Beachvolleyballspielerin
- Regiane da Silva (* 1971), brasilianisches Model
- Reginaldo Ferreira da Silva (* 1983), brasilianischer Fußballspieler
- Rejane da Silva (* 1984), brasilianische Mittelstreckenläuferin
- Remízia de Fátima da Silva (* 1973), osttimoresische Juristin
- Renan Silva (* 1989), brasilianischer Fußballspieler
- Renato Silva (* 1976), portugiesischer Radrennfahrer
- Renato Assis da Silva (* 1983), brasilianischer Fußballspieler
- Renilde Corte-Real da Silva, osttimoresischer Soldat
- Reynaldo dos Santos Silva (* 1989), brasilianischer Fußballspieler
- Ricardo Silva (Fußballspieler, 1975) (Ricardo Emídio Ramalho da Silva; * 1975), portugiesischer Fußballspieler
- Ricardo Silva (Fußballspieler, 27. März 1977) (Ricardo Adrian Silva; * 1977), argentinischer Fußballspieler
- Ricardo Silva (Fußballspieler, 29. März 1977) (Ricardo Jorge Fernandes da Silva; * 1977), portugiesischer Fußballspieler
- Ricardo Silva (Fußballspieler, Mai 1980) (Ricardo Nuno Pinto Pinheiro da Silva; * 1980), portugiesischer Fußballtorhüter
- Ricardo Silva (Fußballspieler, August 1980) (Ricardo Jorge Ferreira Pinto da Silva; * 1980), kapverdischer Fußballspieler
- Ricardo Silva (Tänzer), portugiesischer Tänzer
- Ricardo Silva (Fußballspieler, 1992) (Ricardo César Dantas da Silva; * 1992), brasilianischer Fußballspieler
- Ricardo Silva (Badminton) (* 1997), portugiesischer Badmintonspieler
- Ricardo Silva (Fußballspieler, 9. Mai 1999) (Ricardo Manuel Rodrigues Vieira da Silva; * 1999), portugiesischer Fußballspieler
- Ricardo Ferreira da Silva (* 1984), brasilianischer Fußballspieler, siehe Ricardinho (Fußballspieler, 1984)
- Ricardo Jesus da Silva (* 1985), brasilianischer Fußballspieler
- Ricardo Modesto da Silva (* 1979), brasilianischer Fußballspieler
- Ricardo Souza Silva (* 1975), brasilianischer Fußballspieler
- Ricardo da Silva Passos (* 1953), portugiesischer Jurist
- Riccardo Silva (* 1970), italienischer Geschäftsmann
- Robert da Silva Almeida (* 1971), brasilianischer Fußballtorhüter
- Robert Pereira da Silva (* 1985), brasilianischer Fußballspieler
- Robertinho Silva (* 1941), brasilianischer Jazzmusiker
- Roberto Silva (Fußballspieler, 1943) (* 1943), mexikanischer Fußballtorhüter
- Roberto Silva (Leichtathlet) (* 1947), mexikanischer Mittelstreckenläufer
- Roberto Silva (Fußballspieler, 1976) (* 1976), peruanischer Fußballspieler
- Roberto Silva (Fußballspieler, 1981) (* 1981), chilenischer Fußballspieler
- Roberto Silva (Radsportler) (* 1983), brasilianischer Radrennfahrer
- Roberto Carlos da Silva Rocha (* 1973), brasilianischer Fußballspieler, siehe Roberto Carlos
- Roberto Duarte Silva (1837–1889), kap-verdischer Chemiker
- Roberto José da Silva (* 1965), brasilianischer Geistlicher, Bischof von Janaúba
- Roberto Mendes Silva (* 1978), brasilianischer Fußballspieler
- Roberto da Silva (* 1951), brasilianischer Fußballspieler
- Robson da Silva (* 1964), brasilianischer Leichtathlet
- Robson Alves da Silva (* 1986), brasilianischer Fußballspieler
- Rodrigo Silva (* 1987), osttimoresischer Fußballspieler
- Rodrigo Junior Paula Silva (* 1988), brasilianischer Fußballspieler
- Rodrygo Silva de Goes (* 2001), brasilianischer Fußballspieler, siehe Rodrygo
- Rogério de Assis Silva Coutinho (* 1987), brasilianischer Fußballspieler
- Rogério Dutra da Silva (* 1984), brasilianischer Tennisspieler
- Rogério Oliveira da Silva (* 1998), brasilianischer Fußballspieler, siehe Rogério (Fußballspieler, 1998)
- Romildo Magalhães da Silva, brasilianischer Politiker
- Ronaldo da Silva Souza (* 1996), brasilianischer Fußballspieler, siehe Ronaldo (Fußballspieler, Oktober 1996)
- Ronny Carlos da Silva (* 1983), brasilianischer Fußballspieler, siehe Ronny (Fußballspieler, 1983)
- Rosária da Silva (1959–2022), angolanische Schriftstellerin
- Rubén Silva (* 1955), bolivianisch-polnischer Dirigent
- Rubén Silva (Fußballspieler) (* 1964), uruguayischer Fußballspieler
- Rubén Da Silva (* 1968), uruguayischer Fußballspieler
- Rudinilson Silva (* 1994), guinea-bissauischer Fußballspieler
- Rufino da Silva Neto, brasilianischer Politiker
- Rui da Silva (Leichtathlet) (1951–1999), brasilianischer Sprinter
- Rui da Silva (DJ) (* 1968), portugiesischer DJ und Musikproduzent
- Rui Silva (Leichtathlet) (Rui Manuel Monteiro da Silva; * 1977), portugiesischer Mittel- und Langstreckenläufer
- Rui Silva (Handballspieler) (Rui Sousa Martins da Silva; * 1993), portugiesischer Handballspieler
- Rui Silva (Fußballspieler, 1994) (Rui Tiago Dantas da Silva; * 1994), portugiesischer Fußballtorwart
- Rui Silva (Fußballspieler, 1996) (Rui Pedro Oliveira da Silva; * 1996), portugiesischer Fußballspieler
- Rui Pedro Silva (* 1981), portugiesischer Langstreckenläufer

### S
- Sachith Aloka de Silva (* 1990), sri-lankischer Fußballspieler
- Salvador da Silva (* 1981), osttimorischer Fußballspieler
- Salvador Martínez Silva (1889–1969), mexikanischer Geistlicher, Weihbischof in Morelia
- Sampathawaduge Maxwell Grenville Silva (* 1953), sri-lankischer Geistlicher, Weihbischof in Colombo
- Samuel Vanderlei da Silva (* 2000), brasilianischer Fußballspieler
- Sancidino Silva (* 1994), guinea-bissauischer Fußballspieler
- Sandro da Silva (* 1974), brasilianischer Fußballspieler
- Sandro José Ferreira da Silva (* 1986), brasilianischer Fußballspieler
- Santiago Silva (Fußballspieler, 1980) (Santiago Martín Silva Olivera; * 1980), uruguayischer Fußballspieler
- Santiago Silva (Fußballspieler, 1990) (Santiago Silva Gerez; * 1990), uruguayischer Fußballspieler
- Santiago Silva Retamales (* 1955), chilenischer Geistlicher, Bischof von Valdivia
- Santino Maria da Silva Coutinho (1868–1939), brasilianischer Geistlicher, römisch-katholischer Bischof von Maceió
- Sarangi Silva (* 1996), sri-lankische Leichtathletin
- Sean de Silva (* 1990), Fußballspieler für Trinidad & Tobago
- Sebastián Silva (Filmregisseur) (* 1979), chilenischer Filmregisseur
- Sebastián Silva (Fußballspieler) (* 1991), chilenischer Fußballspieler
- Sebastián Silva (Basketballspieler) (* 1996), chilenischer Basketballspieler
- Sebastião Aparício da Silva (1849–1943), portugiesischer römisch-katholischer Missionar, Jesuit und Generalvikar
- Sembukutti Silva, sri-lankischer Fußballspieler
- Semuel da Silva (~1570–1631), portugiesischer Arzt, Autor und Übersetzer
- Serafim Gomes Jardim da Silva (1875–1969), brasilianischer Geistlicher, Erzbischof von Diamantina
- Serafim de Sousa Ferreira e Silva (* 1930), portugiesischer Geistlicher, Bischof von Leiria-Fátima
- Serafino Silva (* 1953), venezolanischer Radrennfahrer
- Sergio Silva (* 1983), portugiesischer Profi-Triathlet
- Sérgio Silva (Fußballspieler) (* 1994), portugiesischer Fußballspieler
- Sérgio Silva Amaral (1944–2023), brasilianischer Politiker und Diplomat
- Shane de Silva (* 1972), Cricketspielerin und Fußballschiedsrichterin aus Trinidad und Tobago
- Shilton D’Silva (* 1992), indischer Fußballspieler
- Simone Silva (1928–1957), französisches Starlet
- Solonei da Silva (* 1982), brasilianischer Marathonläufer
- Soter Da Silva (* 1950), tansanischer Hockeyspieler
- Stacey Silva (* 1974), US-amerikanische Fernsehpersönlichkeit und Modedesignerin, siehe Silva Twins
- Stefano a Silva (1798–1863), italienischer Priester, Schulmeister, Freimaurer und Pfarrer
- Stephen Da Silva (* 1956), tansanischer Hockeyspieler
- Susana Santos Silva (* 1979), portugiesische Jazzmusikerin

### T
- Tabaré Silva (* 1974), uruguayischer Fußballspieler
- Talles Silva (* 1991), brasilianischer Hochspringer
- Tânia da Silva (* 1986), brasilianische Leichtathletin
- Tânia Regina dos Santos Silva (* 1968), brasilianische Botanikerin
- Tatiane da Silva (* 1990), brasilianische Leichtathletin
- Taynara da Silva Wolf (* 1996), deutsch-brasilianische Schauspielerin, Tänzerin und Model, siehe Taynara Wolf
- Teresa Silva Carvalho (* 1938), portugiesische Sängerin
- Thiago Silva (Thiago Emiliano da Silva; * 1984), brasilianischer Fußballspieler
- Thiago Braz da Silva (* 1993), brasilianischer Stabhochspringer, siehe Thiago Braz
- Thiago de Lima Silva (* 1983), österreichischer Fußballspieler
- Thiago Quirino da Silva (* 1985), brasilianischer Fußballspieler, siehe Thiago Quirino
- Thiago Rodrigues da Silva (* 1996), brasilianischer Fußballspieler, siehe Mosquito (Fußballspieler, 1996)
- Thiago Rodrigues da Silva (Fußballspieler, Juni 1996) (Thiaguinho; * 1996), brasilianischer Fußballspieler
- Thiago Vanole Nogueira Silva (* 1994), brasilianischer Volleyballspieler
- Tiago Silva (Fußballspieler, 1979) (* 1979), brasilianisch-bulgarischer Fußballspieler
- Tiago Silva (* 1993), portugiesischer Fußballspieler
- Tiago Lemes da Silva (* 1995), brasilianischer Sprinter
- Tita do Rêgo Silva (* 1959), brasilianische Künstlerin
- Tómas Silva (Tómas Costa Silva), (* 15. Oktober 1999), portugiesischer Fußballspieler
- Tomás Soares da Silva (1921–2002), brasilianischer Fußballspieler, siehe Zizinho
- Tomé Ferreira da Silva (* 1961), brasilianischer Geistlicher, Bischof von São José do Rio Preto
- Toni Silva (* 1993), guinea-bissauischer Fußballspieler
- Toni da Silva (* 1994), guinea-bissauischer Fußballspieler
- Trinidad Silva (1950–1988), US-amerikanischer Schauspieler
- Tristan da Silva (* 2001), deutsch-brasilianischer Basketballspieler

### U
- Ueslei Raimundo Pereira da Silva (* 1972), brasilianischer Fußballspieler
- Ueverton da Silva (* 1986), brasilianischer Fußballspieler
- Uilian Souza da Silva (* 1982), brasilianischer Fußballspieler
- Upeshka De Silva (* 1987 oder 1988), US-amerikanischer Pokerspieler

### V
- Valcemar Silva (* 1968), brasilianischer Radrennfahrer
- Valdeci Basílio da Silva (* 1972), brasilianischer Fußballspieler
- Valdilene dos Santos Silva (* 1991), brasilianische Leichtathletin
- Vander Luiz Silva Souza (* 1990), brasilianischer Fußballspieler
- Vânia Silva (* 1980), portugiesische Hammerwerferin
- Venâncio Gomes da Silva († 1980), osttimoresischer Unabhängigkeitsaktivist und Politiker
- Vicente Ferreira da Silva (1916–1963), brasilianischer Philosoph
- Victor Alexander da Silva (* 1999), brasilianischer Fußballspieler, siehe Vitinho (Fußballspieler, Juli 1999)
- Victor da Silva (* 1995), brasilianischer Fußballspieler
- Vinícius Conceição da Silva (* 1977), brasilianischer Fußballspieler
- Vinícius Santos Silva (* 1993), brasilianischer Fußballspieler
- Vinoj De Silva (* 1995), sri-lankischer Sprinter
- Virgílio do Carmo da Silva (* 1967), osttimoresischer Geistlicher, Bischof von Dili
- Virgulino Ferreira da Silva (1898–1938), brasilianischer Räuber
- Vitor Silva (1909–1982), portugiesischer Fußballspieler
- Vragel da Silva (* 1974), brasilianischer Fußballspieler

### W
- Walace Souza Silva (* 1995), brasilianischer Fußballspieler, siehe Walace
- Wallace Reis da Silva (* 1987), brasilianischer Fußballspieler
- Walter Henrique da Silva (* 1989), brasilianischer Fußballspieler
- Walter Machado da Silva (1934–2019), brasilianischer Fußballspieler, siehe Waldo (Fußballspieler)
- Wálter Machado da Silva (Silva Batuta 1940–2020), brasilianischer Fußballspieler
- Walter Maria de Silva (* 1951), italienischer Automobildesigner
- Wanderlei Silva (* 1976), brasilianischer MMA-Kämpfer
- Wanderley Machado da Silva Junior (* 1965), brasilianischer Fußballtrainer
- Wando da Costa Silva (* 1980), brasilianischer Fußballspieler
- Washington Luis Régis da Silva (* 1954), brasilianischer Unternehmer und Politiker
- Washington Luiz Mascarenhas da Silva (* 1978), brasilianischer Fußballspieler
- Washington Roberto Mariano da Silva (* 1985), brasilianischer Fußballspieler
- Welder da Silva Marçal (Weldinho; * 1991), brasilianischer Fußballspieler
- Wellington Silva (Fußballspieler, 1993) (Wellington Alves da Silva; * 1993), brasilianischer Fußballspieler
- Wellington Silva Sanches Aguiar (* 1992), brasilianischer Fußballspieler, siehe Wellington Nem
- Wellington da Silva de Souza (* 1987), brasilianischer Fußballspieler
- Wellington Silva (Fußballspieler, 1988) (* 1988), brasilianischer Fußballspieler
- Wellington Brito da Silva (* 1985), bulgarisch-brasilianischer Fußballspieler
- Wellington Santos da Silva (* 1985), brasilianischer Fußballspieler
- Wendel Geraldo Maurício e Silva (* 1982), brasilianischer Fußballspieler
- Wenderson Da Silva Soares (* 1992), brasilianischer Fußballspieler, siehe Maranhão (Fußballspieler, 1992)
- Wesley Lopes da Silva (* 1980), brasilianischer Fußballspieler, siehe Wesley (Fußballspieler, 1980)
- Wilde Gomes da Silva (* 1981), brasilianischer Fußballspieler
- William Enrique Delgado Silva (* 1951), venezolanischer Priester, Bischof von Cabimas
- Willian José da Silva (* 1991), brasilianischer Fußballspieler, siehe Willian José
- Willian Souza Arão da Silva (* 1992), brasilianischer Fußballspieler, siehe Willian Arão
- Wilson Deodato da Silva (* 1981), brasilianischer Fußballspieler

### Y
- Yadira Silva (* 1985), mexikanische Tischtennisspielerin
- Yago Fernando da Silva (* 1992), brasilianischer Fußballspieler
- Yarisley Silva (* 1987), kubanische Stabhochspringerin
- Ymanitu Silva (* 1983), brasilianischer Rollstuhltennisspieler
- Yuri Antonio Costa da Silva (* 1996), brasilianischer Fußballspieler

### Z
- Zenildo Luiz Pereira da Silva (* 1968), brasilianischer Ordensgeistlicher, Bischof von Borba
- Zenildo Lima da Silva (* 1968), brasilianischer römisch-katholischer Geistlicher und Weihbischof in Manaus